# Bannière droite de Bairin
Pour les articles homonymes, voir Bairin.
La bannière droite de Bairin (巴林右旗 ; pinyin : Bālín Yòu Qí) est une subdivision administrative de la région autonome de Mongolie-Intérieure en Chine. Elle est placée sous la juridiction de la ville-préfecture de Chifeng.

## Démographie
La population de la bannière était de 177 727 habitants en 1999.